# Macrodasys affinis
Macrodasys affinis är en djurart som tillhör fylumet bukhårsdjur, och som beskrevs av Adolf Remane 1936. Macrodasys affinis ingår i släktet Macrodasys och familjen Macrodasyidae. Inga underarter finns listade i Catalogue of Life.